# DN65
DN 65 este un drum național din România, care leagă orașele Craiova, Slatina și Pitești. Drumul face parte din drumul european E574, având la Pitești o mică ramificație, numită DN 65B, prin care se leagă de autostrada A1, iar la Craiova o alta, denumită DN 65F, care ocolește orașul pe la nord și îl leagă de DN6 (DN 65F are o lungime de 14,100 km). Parte din motivul pentru care atât cartierul piteștean Craiovei, cât și calea propriu-zisă (Calea Craiovei) din orașul Pitești este explicată de faptul că aceste zone sunt considerate ca făcând parte din DN65, care duce spre Craiova.
Drumul se ramifică din DN6 (E70) din Craiova spre est și trece prin Balș, unde traversează râul Olteț, podul peste râul Olt (Vechi) până la Slatina, capitala județului Olt. De acolo continuă prin Țara Românească, iar DN65A în Albota, la 13 km înainte de capitala județului, Pitești, și continuă până la Pitești, unde întâlnește mai întâi scurtul DN65B și în final se varsă în DN7, care merge paralel cu E81.
Lungimea drumului este de aproximativ 122 de kilometri.